# Feldkirch (Vorarlberg)

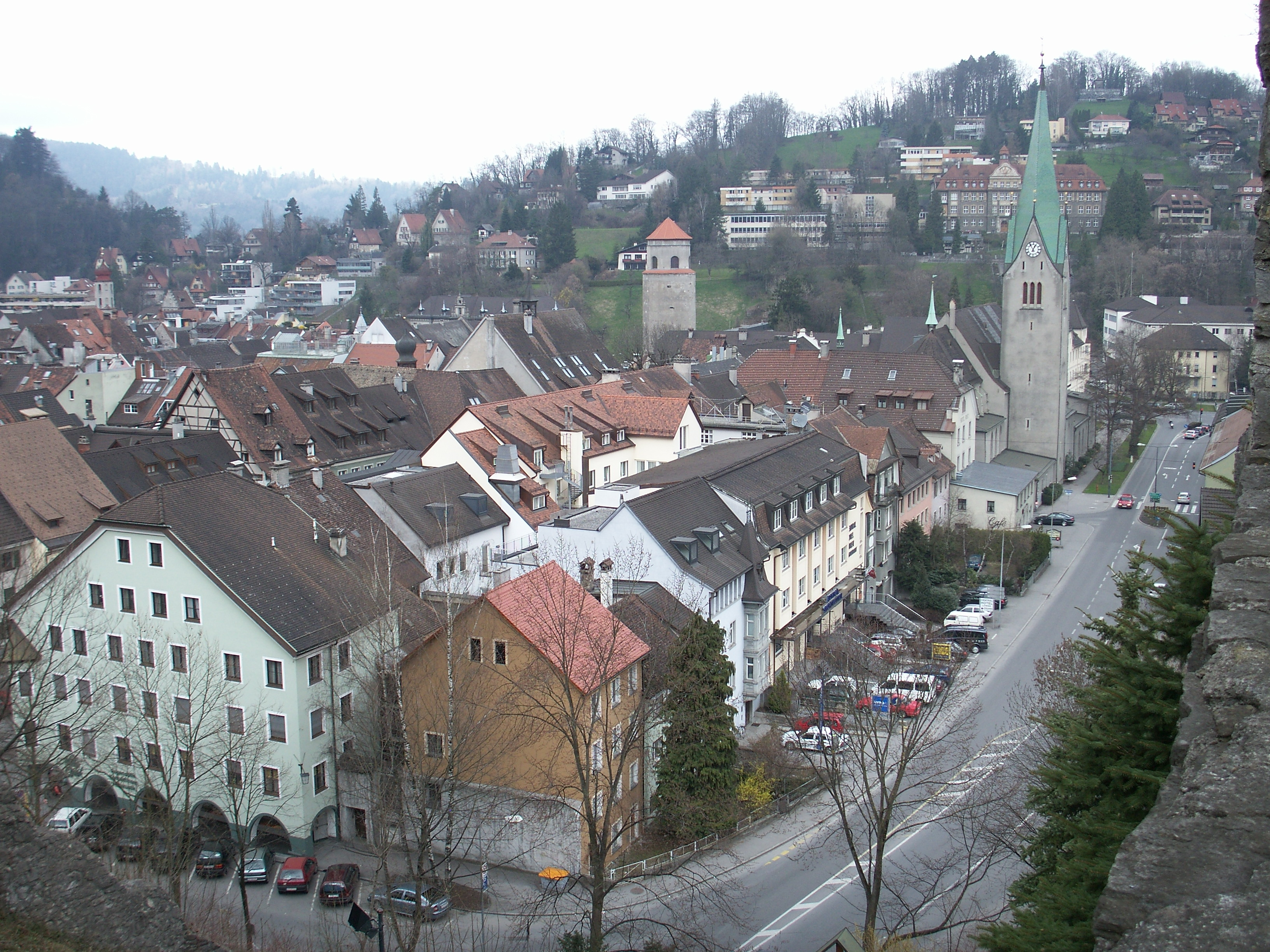
Vista de la ciutat i la catedral des del castell.

Feldkirch és una ciutat de l'estat de Vorarlberg, a Àustria. És la vila més occidental d'Àustria, frontant el seu terme amb Suïssa i Liechtenstein.
La ciutat és banyada per les aigües dels rius Ill (Àustria) i Rin. El primer travessa la ciutat i va a desembocar al segon, que fa de frontera internacional. Les citacions més antigues de la vila es remunten a 1218 quan fou construït el castell de Schattenburg a sopluig del qual va anar creixent la població i que encara avui en dia presideix el nucli medieval. Ja al 842 s'esmenta una Església al camp (en alemany, Kirche auf Feld) per a aquells verals que, sens dubte seria la que donaria origen al nom del lloc.
De 1651 a 1773 i de 1856 a 1979, els jesuïtes hi van mantenir la seva famosa escola Stella Matutina.
Des de 1968 és seu del bisbat de tot l'estat, moment en què la seva església gòtica de Sant Nicolau esdevé catedral. També és seu del tribunal de justícia de l'estat i del comitè d'àrbitres de futbol d'Àustria perquè hom considera que aquest esport fou introduït al país aquí el 1874, portat pels estudiants anglesos de l'escola Stella Matutina.
Amb una població d'uns 31.000 habitants, Feldkirch és la segona ciutat de l'estat, per darrere de Dornbirn però per davant de Bregenz, la capital.
Malgrat que és una ciutat amb forta implantació industrial, l'entorn natural, els edificis medievals del centre històric i la seva gran vitalitat cultural l'han convertit tradicionalment en una important receptora de turisme.

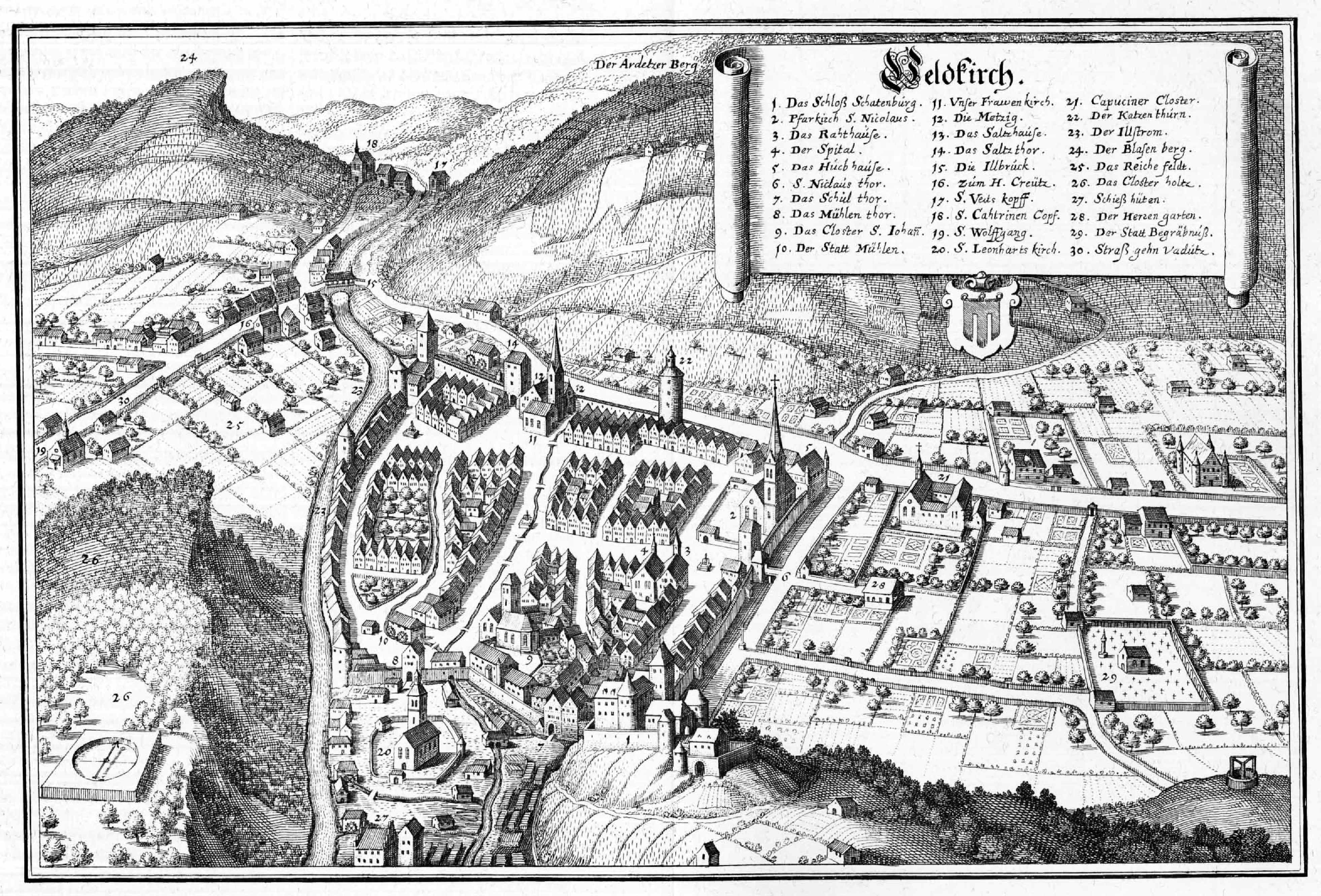
Gravat de l'aspecte de la ciutat al